# Ловець снів (амулет)

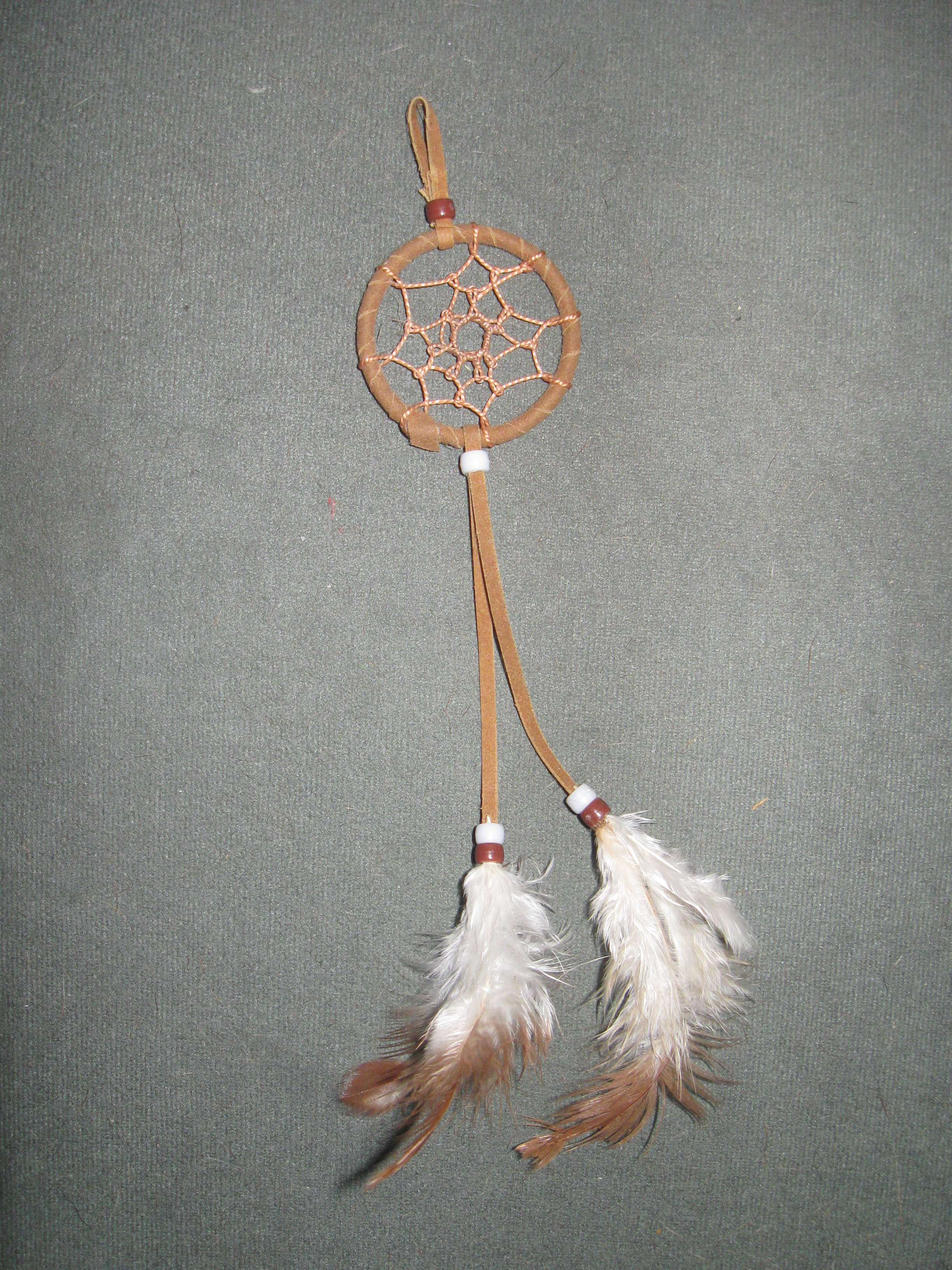
Сувенірний ловець снів

Вло́влювач снів (англ. dream catcher, dreamcatcher) — у давнину — амулет деяких індіанських племен Північної Америки, нині популярний як етнічна прикраса.
Складається з сітки вплетеної в коло з пружної лози або гілки (наприклад вербової). Зустрічаються також ловці виконані в формі краплі води або тривимірні ловці. У внутрішню частину рами вплетена сіть із сухожилля, волосся або шкіри, яка поступово звужується до центру амулета. Амулет оздоблюється пір'ям, намистинами та іншими прикрасами, яким індіанці надавали певні магічні властивості. Ловці снів зазвичай вішали над місцем сну або при вході до індіанського житла. Згідно із віруваннями деяких племен Північної Америки, сни, які сняться мешканцям дому, повинні були пройти через амулет. Густа сіть мала пропускати тільки хороші сни і затримувати нічні жахи, які гинули з першими променями сонця.
Сьогодні ловець снів популярний сувенір, який часто купують туристи в магазинах з індіанськими сувенірами (хоча багато недорогих імітацій ловців зараз виготовляють в країнах Далекого Сходу). У зв'язку із модою на New Age в Північній Америці (а іноді і на інших континентах) батьки вішають ловців снів як амулети, що повинні приносити щастя, в дитячих кімнатах або автомобілях.